# M5戰鬥飛艇
M5戰鬥飛艇是意大利馬基飛機公司從一架誤在意大利水域降落的奧匈帝國洛納L戰鬥飛艇仿製並續步改良而來，最初的仿製型名叫「馬基L1戰鬥飛艇」，之後把像徵奧匈洛納飛機公司的L改為像徵意大利馬基的M。
發展至M5就已不是對洛納L戰鬥飛艇單純的仿製，M5的機身和重量都比洛納L戰鬥飛艇要小，這就是輕量化機身，其機翼採用了法國紐波特11戰鬥機的「一翼半」，即是上翼比下翼闊大並用V形支柱連接，其翼尖下方的浮筒也和洛納L的不同，M5戰鬥飛艇擁有水上飛機當中已算優秀的空戰靈活性、速度和爬升率，其唯一的缺點是意大利國產的機槍不可靠，經常卡殼，故之後把它改為英製維克斯機槍並由原本一挺增加至兩挺。

## 基本資料
- 機長：8.06米
- 翼展：11.9米
- 機高：2.85米
- 空重：755公斤
- 載重：990公斤
- 翼面積：28平方米
- 發動機：1俱艾蘇他-法斯切尼-V4六汽缸直立型水冷式發動機(馬力=160匹)
- 最快時速：189公里/小時
- 昇限：6200米
- 續航時間：3小時40分
- 武裝：2挺7.7毫米口徑維克斯機槍
- 乘員：1人

| 型号     | 机种   | 交付时间   | 委托制造数 | 退役时间       | 机型差异                                              |
| M.5      | 战斗机 | 1917- 1918 | 144        | 20世纪20年代末 | 使用伊索塔-弗拉斯基尼V.4B 引擎 (160 匹)               |
| M.5 mod. | 战斗机 | 1918       | 100        | 20世纪20年代末 | 使用伊索塔-弗拉斯基尼V.6 引擎(250匹),速度 205 千里/时 |

| 型号                  | M.5                 | M.5 mod.                |
| 翼展(米)              | 11.90               | 11.90                   |
| 机长(米)              | 8.06                | 8.06                    |
| 高度(米)              | 2.85                | 2.85                    |
| 机翼面积(平方米)      | 28.00               | 28.00                   |
| 空重(千克)            | 755                 | 755                     |
| 最大起飞重量(千克)    | 970                 | 1085                    |
| 引擎                  | 见上表              | 见上表                  |
| 功率(匹)              | 见上表              | 见上表                  |
| 最大飞行速度(千米/时) | 190                 | 205                     |
| 巡航速度(千米/时)     | 165                 | 180                     |
| 续航力(千米)          | 570                 | 600                     |
| 最大飞行高度(米)      | 4600                | 6000                    |
| 乘员                  | 1                   | 1                       |
| 武器                  | 两挺维克斯7.7mm机枪 | 两或三挺维克斯7.7mm机枪 |

## 實戰

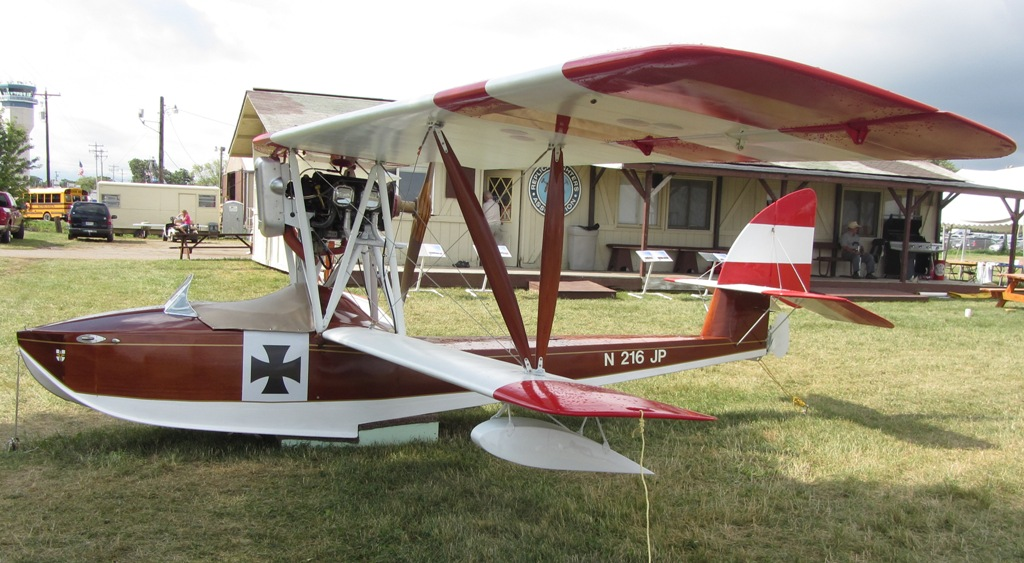
一架被奧匈帝國擄獲的M5戰鬥飛艇

1917年7月1日，M5戰鬥飛艇首先被配處在鄰近亞德里亞海的威尼斯，這裡是意大利和奧匈帝國海軍的激戰之地，奧匈帝國的洛納L戰鬥飛艇經常從的里雅斯特港起飛去空襲威尼斯，11月17日，兩架M5戰鬥飛艇合力擊落一架奧匈水上飛機，而進入1918年，M5戰鬥飛艇的戰果進一步增加，其中在5月4日，號稱是「的里雅斯特之鷹」的奧匈皇牌飛行員班費爾特駕駛的洛納L戰鬥飛艇被M5擊落，5月22日，一架奧匈鳳凰D戰鬥機被M5擊落，這是難得的飛艇戰勝陸基戰鬥機的例子，但後來有一架M5被奧匈的信天翁D戰鬥機擊傷而掙扎飛回基地。
1917年11月19日，一架M5在追擊奧匈戰機時燃料用盡而在奧匈水域降落，此架M5隨即被奧匈擄獲並改為塗上鐵十字標記，此機被奧匈帝國使用至1918年2月。
當美國正式參戰後，意大利也提供了30架M5戰鬥飛艇並投入意奧地中海戰區，1918年10月21日，4架美國海軍航空隊的M5戰鬥飛艇在為一架轟炸機護航時遇上奧匈鳳凰D戰鬥機，空戰開打後有一架美軍M5被擊落，美國飛行員查理・哈曼駕駛M5把落水的飛行員救起而令他後來成為美國海軍航空隊當中獲得榮譽勛章的第一人，除了哈曼，在意奧地中海戰區也有很多駕駛M5戰鬥飛艇的飛行員救起交戰雙方落水的人。

## 使用國家
- 義大利王國
- 奥匈帝国
- 美国

## 流行文化
- 在1992年推出的宮崎駿動畫《紅豬》，其中當主角波魯克・羅素回憶和戰友貝爾里尼一起駕駛M5戰鬥飛艇並在第一次世界大戰時在亞德里亞海上空遇上奧匈帝國的洛納L戰鬥飛艇，一場空戰過後，主角駕駛著M5戰鬥飛艇見到戰友貝爾里尼連人帶機和一隊飛機一起昇天堂。